# تارمو لودوس
تارمو لودوس (استونیایی: Tarmo Loodus؛ زادهٔ ۱ ژانویهٔ ۱۹۵۸) سیاستمدار اهل استونی است. وی از سال ۱۹۹۹ تا ۲۰۰۲ وزیر کشور استونی بوده است. لودوس در سال ۱۹۹۶ شهردار ویلیاندی نیز بوده.